# Ernst Innozenz Hauschild

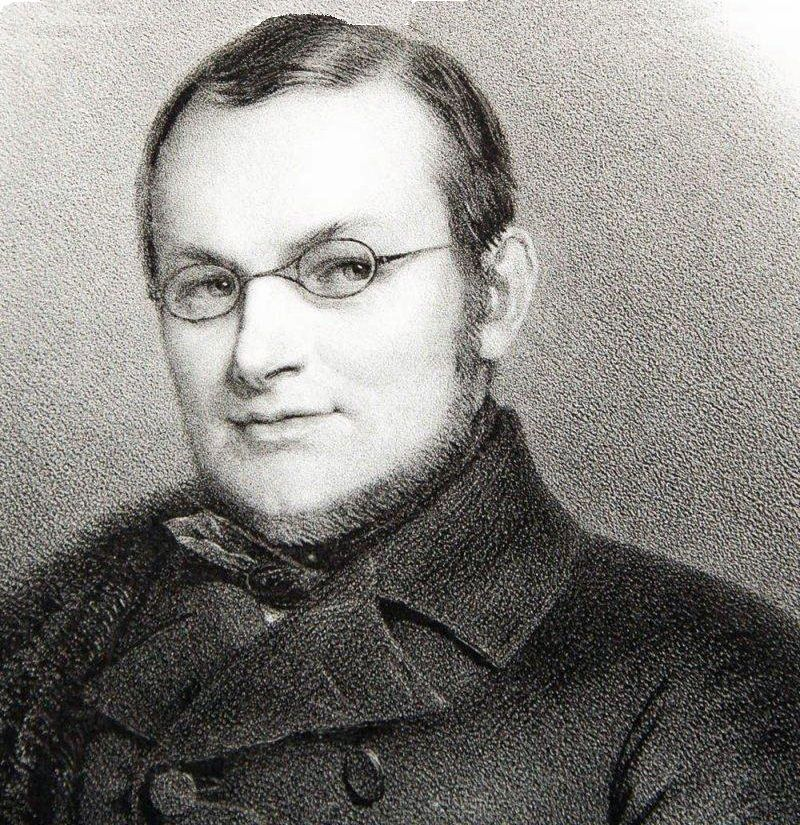
Ernst Innozenz Hauschild

Ernst Innozenz Hauschild (* 1. November 1808 in Dresden; † 6. August 1866 in Leipzig) war ein deutscher Pädagoge und Mitinitiator der Schreberbewegung.

## Leben
Nach dem Besuch der Friedrich-August-Bürgerschule und der Kreuzschule in Dresden wechselte Ernst Innozenz Hauschild 1821 auf die Fürstenschule St. Afra in Meißen. 1826 begann er das Studium der Philologie, Philosophie und Theologie an der Universität Leipzig, unter anderem bei den Professoren Christian Daniel Beck (1757–1832), Gottfried Hermann (1772–1848) und Wilhelm Traugott Krug (1770–1842). 1828 ging er nach München und wurde 1830 dort zum Dr. phil. promoviert.
Seine erste Anstellung hatte er 1830 als Lehrer an der privaten Erziehungsanstalt im Landgut Amalienburg in Kössern bei Grimma. Nach dreijährigem Einsatz als Hilfslehrer an der Dresdner Kreuzschule unternahm er von 1834 bis 1836 eine Bildungsreise nach Österreich und Ungarn. Danach unterrichtete er von 1837 bis 1849 in Leipzig an der 1. Bürgerschule auf der Moritzbastei sowie an der Nikolaischule.
Nach seinem pädagogischen Konzept vom „Modernen Gesamtgymnasium“ gründete er 1849 in Leipzig eine eigene Lehranstalt, die 1854 durch eine „Höhere Töchterschule“ erweiterte, in welcher er im folgenden Jahr Stenografie- und Turnunterricht für Mädchen einführte. Das Gesamtkonzept sah ein vorbereitendes Progymnasium vor und später eine Aufteilung in das mathematisch-naturwissenschaftliche „Realgymnasium“ und das humanistische „Gelehrte Gymnasium“. Sein Modell erfuhr große Aufmerksamkeit im In- und Ausland.
1857 folgte er einem Ruf als Direktor eine Bürgerschule in Brünn, um dort sein System einzuführen. 1859 war er wieder in Leipzig, wo er 1862 Direktor der 4. Bürgerschule wurde.

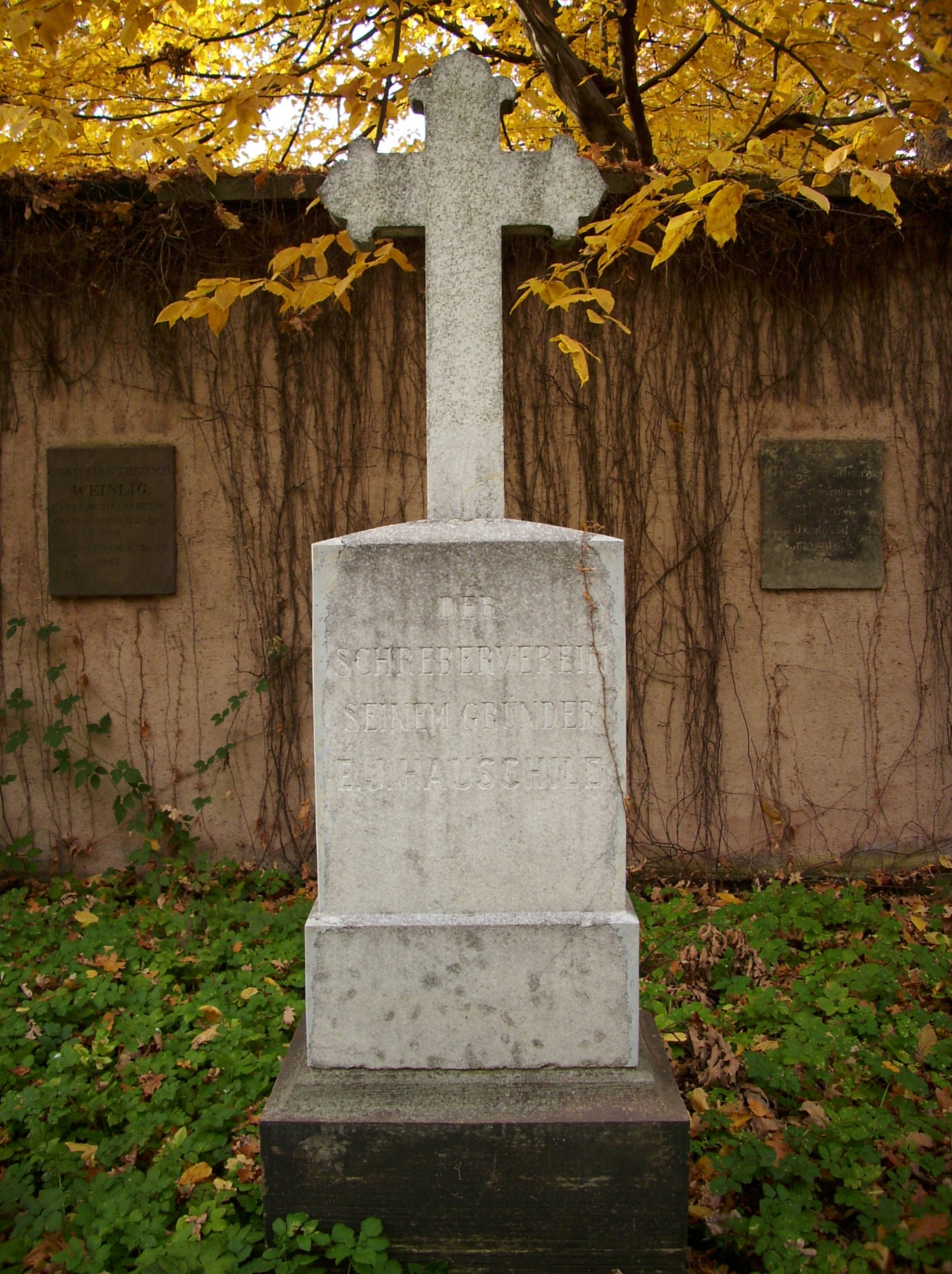
Denkmal auf dem Alten Johannisfriedhof Leipzig

1864 griff Hauschild den seinerzeit ungewöhnlichen Wunsch seines 1861 verstorbenen Freundes, des Arztes Moritz Schreber nach kindgerechten Spiel- und Turnplätzen auf. Er gründete zu diesem Zweck mit Eltern der Schüler einen Verein, der Schrebers Namen erhielt. Der erste „Schreberplatz“, ein Spielplatz im Freien, wurde am 29. Mai 1865 in der Leipziger Westvorstadt eingeweiht. Die Eltern, die das Spiel der Kinder beaufsichtigten, leitete der pensionierte Oberlehrer Karl Gesell an. Er war es, der als weitere Beschäftigungsmöglichkeit die Kinder am Rande des Platzes Beete anlegen ließ, von denen aber bald die Erwachsenen Besitz ergriffen. Daraus entwickelten sich Kleingärten, welche Schrebergärten genannt wurden. So wurde Hauschild zum Mitinitiator des Schrebergartenwesens
Ab 1854 war Hauschild Mitglied der Leipziger Freimaurerloge Apollo.
Ernst Innozenz Hauschild war zweimal verheiratet, ab 1841 mit Maria Theresia, geb. Mertens (1817–1852), und ab 1853 mit Clara Augusta, geb. Heumann (1822–1870). Er hatte insgesamt fünf Töchter.

## Ehrung
- 1899 wurde im Leipziger Stadtteil Lindenau die Hauschildstraße nach ihm benannt.
- In der Nähe des Vereinshauses des Leipziger Kleingärtnerverein Dr. Schreber e.V. steht ein Denkmal, das ihm gemeinsam mit Moritz Schreber gewidmet ist.
- Ein weiteres Denkmal für beide steht im Kleingartenverein Südvorstadt am Schleußiger Weg.

## Schriften (Auswahl)
- Theorie des französischen Artikels. München : Palm, 1830
- Vokabular und gramm. Anmerkungen zu Philippe-Paul de Ségur: Histoire de Napoléon et de la grande armée pendant l'année 1812.  Leipzig : Renger, 1846
- Die Stenographie in Lehranstalten für höhere Bildung. Leipzig : Julius Klinkhardt, 1850
- Elementarbuch der deutschen Sprache nach der kalkulirenden Methode : Ein Lehr- und Lesebuch. I und II. Leipzig : Renger, 1854